# تریاژ (فیلم)
«تریاژ» (انگلیسی: Triage (film)) فیلمی در ژانر درام و جنگی به کارگردانی دانیس تانویچ است که در سال ۲۰۰۹ منتشر شد،که تصاویری از انفال و جنگ کردها در کردستان را نشان میدهد .طرح فیلم، یک داستان تاریک از یک عکاس خبری (فارل) است که بعد از یک جنگ خطرناک در کردستان طی نسل کشی انفال سال 1988 علیه مردم کرد به خانه باز میگردد. این فیلم بر روی اثرات روحی جنگ در یک روزنامه نگار عکس تمرکز دارد. این فیلم بر اساس رمان جدید Triage توسط خبرنگار آمریکایی جانباز جنگی ( اسکات اندرسون ) است.

## بازیگران
- کالین فارل
- پاز وگا
- کریستوفر لی
- کلی ریلی
- ایان مک‌الینی
- جولیت استیونسون
- برانکو جوریچ